# テイルコンチェルト
『テイルコンチェルト』（Tail Concerto）は1998年にバンダイ（後のバンダイナムコゲームス）から発売されたPlayStation用3Dアクションゲーム。アメリカでは発売元が異なり、1999年にアトラスから発売された。リトルテイルブロンクスシリーズ作品の一つ。

## 概要
獣人たちが浮遊大陸に暮らす世界を舞台に、3DCGで構成された遺跡や鉱山などのマップを主人公が乗ったポリスロボで駆け巡り、敵である黒猫団の子猫を捕らえるのが目的のゲーム。
2010年10月28日には同じ作品世界を共有する実質的続編『Solatorobo それからCODAへ』が発売され、2021年7月29日には『戦場のフーガ』が発売された。

## ストーリー
5万人の犬ヒトと2千人の猫ヒトが暮らす浮遊群島「蘇る大地」の名を冠した王国、プレーリーが物語の舞台。彼らは古代文明の残した遺跡から、機械や部品などを発掘し、これらを礎として国土を繁栄させてきた。その中から、犬ヒトである主人公ワッフル・ライブレッドを中心に、彼を取り巻くヒトたちとの“尻尾協奏曲（テイルコンチェルト）”は始まる。
プレーリー王国の辺境の村ポルトに駐在する警察官ワッフルはある日の朝、自身の管轄域で猫ヒトの犯罪集団「黒猫団」が暴れているという報を受け出動する。急行先の現場である港町レサーカでは、「プリス三姉妹」率いる黒猫団が港の倉庫を破壊したり、住民たちから物を盗んだりと悪事を働いていた。飛行船でレサーカ上層部へと飛び去って行ったプリス三姉妹を追い、ワッフルもまた上層部へと向かう。
プリス三姉妹の長女で黒猫団を統率していたのは、かつてのワッフルの幼馴染で、彼の幼少期の記憶の夢にも現れた猫ヒトの女性アリシア・プリスだった。思いもよらぬ形での再会に驚く二人だったが、アリシアはワッフルを突き放し、自分たちが駆る武装飛行船でワッフルに襲い掛かる。どうにか飛行船を退けたワッフルだが、アリシアたちは捨て台詞を吐きワッフルの前から去ってしまった。
こうしてレサーカから黒猫団を追い払ったワッフルだったが、直後に上司である署長からその実力を見込まれ、黒猫団の逮捕の専任をその場で無理矢理任命させられてしまう。署長に一喝され、ワッフルは泣く泣く休暇返上で黒猫団追跡へと駆り出されてしまうのであった。
一方、自分たちのアジトへと帰り着いたプリス三姉妹の元に、猫ヒトの武器商人の男フールが現れる。黒猫団は、プレーリー王国の各地に封印されている「結晶石」を集めてくることを交換条件として、フールから武器や兵器の提供を受けていたのである。フールに対し不信感を抱きつつも、アリシアたちは取引条件である結晶石を手に入れるべく、プレーリー王国各地を動き回る。
黒猫団の足取りを追っていく最中で、ワッフルは自身の祖父であるラッセルと再会する。考古学者で各地を旅するラッセルは、遥か遠い昔、世界中を焼き尽くしたという古代の究極兵器「鉄巨神」の謎を追っていた。
ワッフルは黒猫団を追い、プレーリー王国各地を駆け巡る。黒猫団ひいてはフールが狙う結晶石をめぐる物語は、やがて鉄巨神の存在へと、ワッフルやアリシアたちを、やがてはプレーリー王国そのものを巻きこみつつ向かっていく。

## 登場人物

### 犬ヒトSIDE
ワッフル・ライブレッド
声 - 陶山章央
本作の主人公。プレーリーのポリス（警察）の一人。16歳。久しぶりのお休みだというのに上司からの電話一本で、黒猫団退治に駆り出されることとなる。休日出勤を強要されても泣く泣く従うところは勤め人の悲哀を感じさせている。
騒動を起こしているアリシアとは幼馴染で、敵対する立場にあるにもかかわらず彼女のことを心配している。
趣味は機械いじりで、祖父に似ず、おっとりした性格である。私服を一着も持っておらず、制服は出勤時に着るのみで、休日はパジャマで過ごす（この格好で町へと繰り出す）。本人曰く「この格好の方が落ち着く」とのこと。幼い頃、アリシアにペンダントをプレゼントしている。
パンタくん
声 - TARAKO
無線通信機を運ぶ、ワッフルの後輩であり、パートナー。「〜ッス」という語尾が特徴的で、バカ真面目な性格。
黒猫団逮捕において、重要な地点に潜入していることが多い。しかし、せっかく罠を仕掛けて（いるらしい）も空回りばかりしている。
ゲーム中ではセーブポイントとしての役割も持っている他、消費アイテムの「ホイッスル」を使用してのコンティニュー時にも登場する。
警察署長
声 - 清川元夢
ワッフルの上司。仕事熱心なのか、部下の休暇を平気で取り消すことも。黒猫団には頭を悩ませており、またワッフルによって転送された子猫たちに振り回されているが、仕事の傍らに面倒を見ている。
ゲーム中は会話シーンでの顔グラフィックでのみの登場だが、取扱説明書では全身像が描かれている。
ラッセル・ライブレッド
声 - 秋元羊介
ワッフルの祖父で、古代文明研究者。61歳。酒類が好きで、飲酒運転もしばしばする豪傑な祖父。中でも古代文明時に存在したとされる鉄巨神の研究においては右に出る者はいない。
グレイ・ガーラント
シアンの祖父で、古代（生物）歴史研究者。現在はクールラント在住。ラッセルと喧嘩が多い。孫同士の仲もあまりよくないのは祖父譲り。

### 猫ヒトSIDE - 黒猫団
プリス三姉妹を筆頭に、プレーリー王国各地で悪さを働く猫ヒト集団。なおプリス三姉妹は一種の義姉妹であり、血のつながりはない。
アリシア・プリス
声 - 宮村優子
プレーリー王国の猫ヒト独立組織「黒猫団」のボス、男勝りの性格でプリス三姉妹の長女。16歳。幼い頃のあることがきっかけで犬ヒトを憎むようになる。幼なじみのワッフルだけは例外。憎い犬ヒトであるにもかかわらず、気になっている。
幼い頃にワッフルからもらったペンダントを今も大事にしている。右目を大きな眼帯で覆っているが、決して目が見えないという訳ではなく、プライベートでは外している。
「黒猫団」という名称は一応彼女に由来しているのだが、アリシア自身は実際には一般的に知られる所謂黒猫ではなく、日に焼けたような褐色である。
ステア・プリス
声 - 樋口智恵子
プリス三姉妹の次女。14歳。色白無口で美人。男性の部屋には入ったことがないというウブな一面もある。三姉妹の中で、もっとも黒猫団にいる目的が不明な人物でもある。本人いわく「見極め」らしい。
フレア・プリス
声 - 西原久美子
プリス三姉妹の三女。12歳。元気と笑顔が取り柄のやんちゃ娘。彼女にとって、黒猫団の活動は遊びの延長だと思っているとのこと。
小猫たち
黒猫団のプリス三姉妹以外の構成員。雑用全般をこなし、作戦時は爆弾運び、または機械のコントロールを担当する。
ゲーム中におけるプレイヤーが捕まえるべき対象であり、各マップ内の小猫を全て捕まえることでキーアイテムが入手できたり、施錠された扉が開錠されるなどして、ゲームが進行していく。なお、小猫たちは全員が孤児である。
フール
声 - 中尾隆聖
インチキ武器商人。黒猫団のスポンサーでもある。キザな言い回しとシルクハットとステッキが特徴の怪しい人物。プレーリーに隠された「結晶石」というものを探しているらしい。
名前はタロットの大アルカナの1枚「愚者」の意。

### プレーリー王国の犬ヒトたち
テリア姫
声 - 坂本真綾
プレーリー王国の王女。17歳。物語中の事件がきっかけでワッフルのことが好きになる。ワッフルのことが好きなあまり、護衛もつけず城から抜け出すこともあるほどの「お転婆姫」。黒猫団に対して一歩も退くことなく、むしろ強い口調で抵抗するなど、かなり気の強い性格。しばしばじいと一緒に城下町へ抜け出し、社会勉強をする姿も。
じい
声 - 清川元夢
テリア姫のお目付役、家庭教師兼世話係をこなす万能執事。テリア姫のことを誰よりも心配している。
姫のお転婆ぶりには国王と一緒に頭を抱えているが、時には姫と一緒に城下町へ抜け出すことも。
シアン・ガーラント
声 - 置鮎龍太郎
プレーリーの王国騎士団団長。18歳。ワッフルのライバルを自称しており、テリア姫のことを崇拝している。また、エリート意識が強く真面目。ただし、彼が格好つけようとすると大抵ドジを踏むという報われないヒト。
所謂「残念なイケメン」であり道化的な役割を担うことが多いが、運の悪さを差し引いても騎士団長としての実力は本物であり、最新式のナイトロボを手足のように扱う。犯罪者には容赦しない性格（本人談）だが、根源には罪を憎んでヒトを憎まない心を持っている。
企画チームの中では一番人気があるキャラクターらしい。しかし、損な役回りが多いのは愛情の裏返しとも言える。
本作の続編で、同一の世界観を共有するニンテンドーDSソフト『Solatorobo それからCODAへ』にも、テリア姫とともにゲストキャラクターとして出演しており、この中ではお忍びで闘技場へ試合観戦に訪れたテリア姫の付き人として登場。
観戦の最中、試合で華々しい活躍を見せる主人公に興味を抱き、決闘を挑んでくる。この闘技場はゲーム開始から間もない時点から行けるようになる場所であり、同社他作品からのゲスト出演キャラクターの中でも、テリア姫含め時期的に最初に会える人物である。
ハウンド三世
声 - 秋元羊介
プレーリー王国の国王。怒りっぽい性格だが、有能で国民に慕われている。目下の悩みはいつも突拍子のない行動を起こす娘のテリア姫のこと。
ほとほと手を焼いているものの、そのくせ娘には甘い王様。

### その他
鉄巨神
古代二文明の戦争時の人型の「究極兵器」。復活には5つの結晶石が必須。この破壊の力は、プレーリー王国の最初の陸地を「浮遊大陸化」した、といわれている。
結晶石
プレーリー王国にある5つの石で、鉄巨神の復活と共に、物語の重要なカギでもある。それぞれ色・形が異なり、封印されている場所も違う。
ワッフルが行ったときには、既に黒猫団に結晶石をとられているので、封印されていた入れ物の本来の形を見ることはできないが、鉄巨神の一部とされる遺跡「タマゴ岩」から見て、同じく卵形であると思われる。
赤・青・緑・黄・紫の5つがあり、そのうちの一つはワッフルとアリシアの過去にも関係している。

## スタッフ
- キャラクターデザイン：結城信輝
- アニメーション絵コンテ・演出：石踊宏
- 製作：サイバーコネクト（後のサイバーコネクトツー）
- アニメーション制作：アストロビジョン

### 主題歌
「For LITTLE TAIL」
歌・作詞：KOKIA / 作曲・編曲：周防義和
「For LITTLE TAIL」はKOKIAのデビュー前に収録され、CMでも使用された、テイルコンチェルトのテーマソングである。KOKIAとしてデビュー後もCD化されることはなく「KOKIAの幻の作品」とされていたが、『テイルコンチェルト』発売から13年後、オンラインRPG『ドラゴンネスト』のマキシアルバム『Road to Glory〜long journey〜』(2010年8月18日発売)にフルバージョンが収録された。また、セルフカバーの別バージョン「For little tail 〜once〜」も同時収録された。また、プロモーション用として配布されたCDもある。
坂本真綾（テリア姫役）が担当したバージョンもある。
主題歌中の「ザビアツタ」という言葉は時を越えるという意味の造語である。

## 開発
元々「Little Tail」というタイトルで開発されていたが、その後キャラクターの設定やグラフィック、インタフェースなどを改めて現在に至る。原題と主題歌にもある「Little Tail」とは登場人物が有尾であることから「小さな物語（Little Tale）」と「小さな尻尾（Little Tail」を掛けたものである。

## メディアミックス
発売当時、『少年エース』誌上にて読み切り漫画が掲載された。作者は正木らか。
本作のキャラクターデザインをマッドハウス取締役社長である丸山正雄が気に入り、同社によるテレビアニメ化の企画が持ち上がったものの、流れてしまった経緯がある。なお、『Solatorobo それからCODAへ』では、そのマッドハウスがOPアニメーションの制作を担当している。